# 布莱维奥
布莱维奥（義大利語：Blevio），是意大利科莫省的一个市镇。总面积5平方公里，人口1272人，人口密度254.4人/平方公里（2009年）。ISTAT代码为013026。